# IJskelder Sint-Alenapark

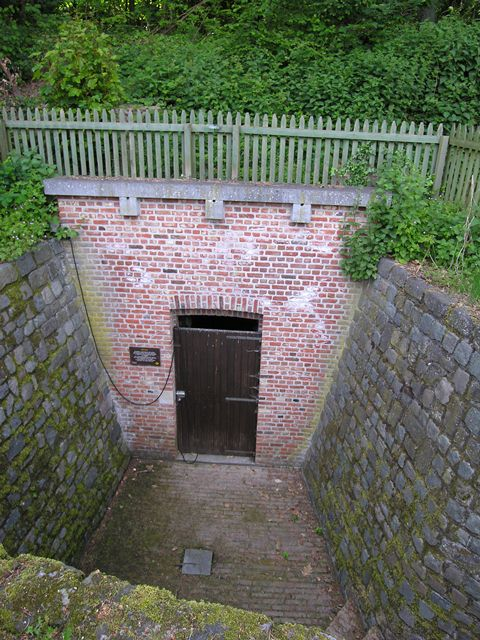
IJskelder van Dilbeek

De ijskelder in het Sint-Alenapark van Dilbeek werd bij graafwerken in 1988 toevallig teruggevonden. IJs afkomstig van de nabijgelegen vijver, werd erin bewaard om in warmere perioden bederfbaar voedsel koel te houden. Gelegen 2,86 meter onder het huidige straatniveau, wordt hij doeltreffend tegen de zon beschermd door het hoger gelegen beukenbos. Net als het kasteel is hij gemaakt uit Antwerpse baksteen en met kalkmortel gemetseld. Een 8 meter lange gang leidt naar de kuip met een diameter van 4,64 meter. Hierin werd het ijs bewaard.
Door de standvastige temperatuur en volledige rust is de ijskelder een uitgelezen overwinteringsplaats voor vleermuizen geworden.